# Jens Rehländer
Jens Rehländer (* 23. Dezember 1962 in Neustadt am Rübenberge) ist ein deutscher Journalist, Autor und Leiter der Kommunikation der VolkswagenStiftung.

## Leben
Jens Rehländer studierte bis 1987 Allgemeine Rhetorik (bei Walter Jens) sowie Deutsche Literatur und Neuere Geschichte an der Eberhard Karls Universität Tübingen. Von 1987 bis 2010 war er Reporter und Redakteur bei GEO, Gruner + Jahr AG & Co KG in Hamburg. 2001 beauftragte ihn GEO-Chefredakteur Peter-Matthias Gaede mit dem redaktionellen Aufbau des Internetmagazins GEO.de, dessen Redaktion Rehländer bis 2010 führte.
Unter seiner Redaktionsleitung wurden Mitarbeitende beider Portale ausgezeichnet, er selbst nahm den UmweltMedienpreis der Deutschen Umwelthilfe in der Kategorie „Neue Medien“ entgegen (2007). 2008 wurde ein Multimedia-Beitrag auf GEO.de für den Grimme Online Award nominiert.

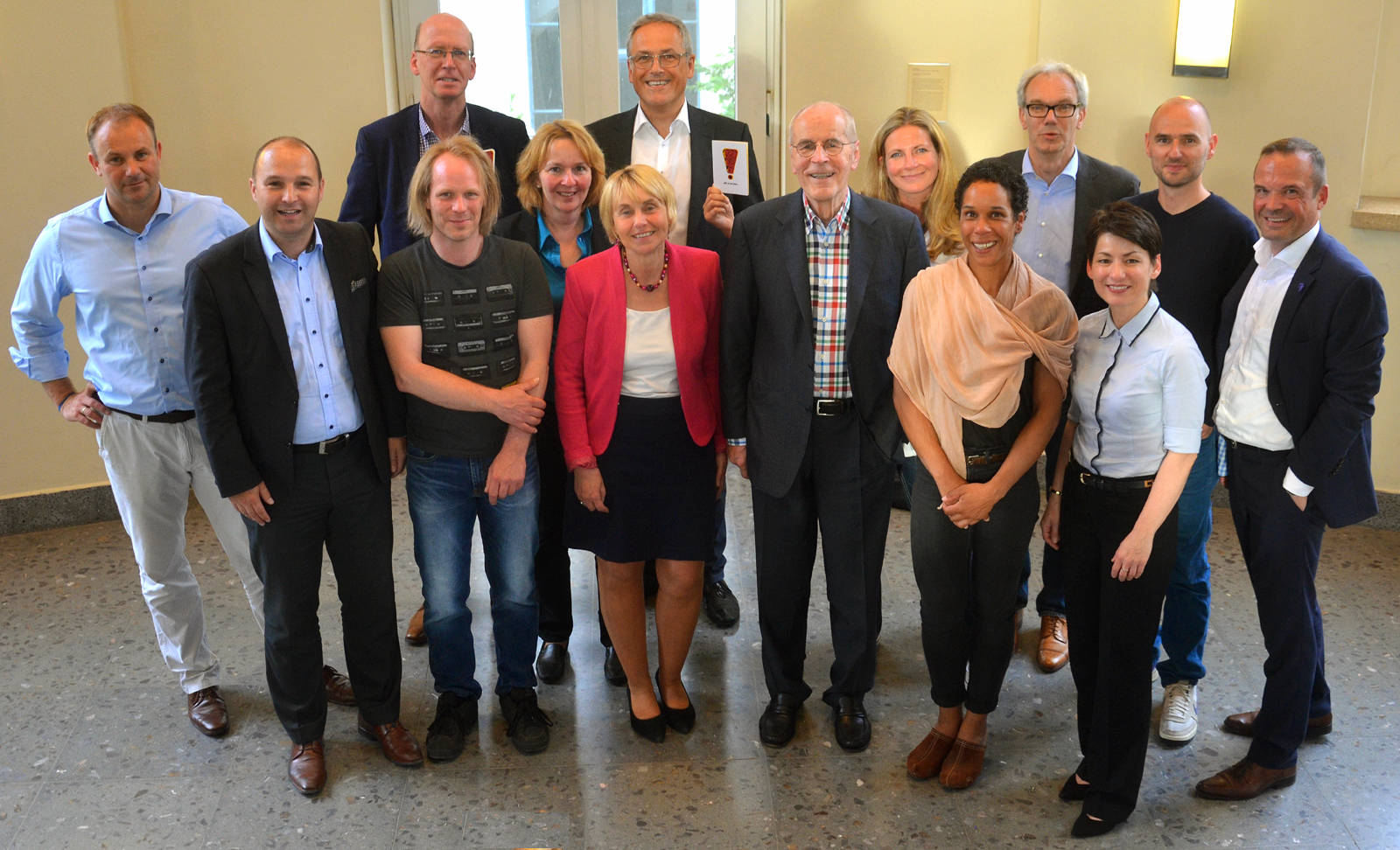
Jens Rehländer (hintere Reihe, dritter von links) im Initiativkreis Offene Gesellschaft Hannover 2017 nach einer Podiumsdiskussion im Niedersächsischen Landesmuseum zur Frage „Welches Land wollen wir sein?“

2010 wechselte Rehländer nach Hannover als Leiter der Kommunikationsabteilung der gemeinnützigen VolkswagenStiftung. Dort setzt er sich für die Stärkung des unabhängigen Wissenschaftsjournalismus ein sowie für eine qualitativ bessere Wissenschaftsvermittlung an ein breites Publikum.
2016 gehörte Rehländer einer Arbeitsgruppe an, die mit den Leitlinien für gute Wissenschafts-PR zum ersten Mal Qualitätsstandards für Meldungen aus der Forschung formulierte. Rehländer wurde von Wissenschaftsjournalisten zum Forschungssprecher des Jahres 2019 in der Kategorie Forschungsorganisationen und Stiftungen gewählt. Seit 2021 leitet er die Kompetenzgruppe Wissenschaftskommunikation im Bundesverband der Kommunikation.
Gegenwärtig gehört Rehländer der #FactoryWisskomm an, einer Denkwerkstatt, die im Auftrag des Bundesministeriums für Bildung und Forschung Vorschläge für eine verbesserte Wissenschaftskommunikation erarbeitet.

## Gremien
2015 war Rehländer mit einem Mandat der VolkswagenStiftung Mitinitiator des Expertisekreises Stiftungen und Qualitätsjournalismus im Bundesverband Deutscher Stiftungen. Dort engagiert er sich u. a. für die Anerkennung der Gemeinnützigkeit von Journalismus („Non-Profit-Journalismus“). Er sitzt im Programmbeirat der WissensWerte, der Jahreskonferenz für Wissenschaftsjournalismus, vertritt die VolkswagenStiftung im Förderkuratorium von Netzwerk Recherche e.V., einem Zusammenschluss für Investigativ-Journalismus, und ist Fachbeirat des Portals wissenschaftskommunikation.de von Wissenschaft im Dialog.